# Campeonato da Europa de Atletismo de 2014 - Arremesso de peso feminino
A prova do arremesso de peso feminino do Campeonato da Europa de Atletismo de 2014 foi disputada entre os dias 15 e 17 de agosto de 2014 no Estádio Letzigrund em Zurique, na Suíça. 

## Recordes
Antes desta competição, os recordes mundiais e do campeonato nesta prova eram os seguintes:
|                       | Nome               | Nacionalidade   | Distância | Local     | Data                 |
| --------------------- | ------------------ | --------------- | --------- | --------- | -------------------- |
| Recorde mundial       | Natalya Lisovskaya | União Soviética | 22m 63cm  | Moscou    | 7 de junho de 1987   |
| Recorde do campeonato | Vita Pavlysh       | Ucrânia         | 21m 69cm  | Budapeste | 20 de agosto de 1998 |
| Recorde europeu       | Natalya Lisovskaya | União Soviética | 22m 63cm  | Moscou    | 7 de junho de 1987   |

## Medalhistas
| Ouro                      | Prata                   | Bronze             |
| Christina Schwanitz (GER) | Yevgeniya Kolodko (RUS) | Anita Márton (HUN) |

## Cronograma
Todos os horários são locais (UTC+2).
| Data         | Hora  | Evento       |
| ------------ | ----- | ------------ |
| 15 de agosto | 10:04 | Qualificação |
| 17 de agosto | 15:00 | Final        |

## Resultados

### Qualificação
Qualificação: Desempenho de 17.50 m (Q) ou os 12 melhores qualificados (q).
| Posição | Atleta               | Nacionalidade | #1    | #2    | #3    | Resultados | Notas |
| ------- | -------------------- | ------------- | ----- | ----- | ----- | ---------- | ----- |
| 1       | Christina Schwanitz  | Alemanha      | 19.35 |       |       | 19.35      | Q     |
| 2       | Yevgeniya Kolodko    | Rússia        | 18.32 |       |       | 18.32      | Q     |
| 3       | Aliona Dubitskaya    | Bielorrússia  | 17.39 | x     | 18.07 | 18.07      | Q     |
| 4       | Alena Kopets         | Bielorrússia  | 17.63 |       |       | 17.63      | Q     |
| 5       | Irina Tarasova       | Rússia        | 17.55 |       |       | 17.55      | Q     |
| 6       | Anita Márton         | Hungria       | 17.09 | 17.28 | 17.36 | 17.36      | q     |
| 7       | Yulia Leantsiuk      | Bielorrússia  | 17.35 | x     | –     | 17.35      | q     |
| 8       | Olha Holodnaya       | Ucrânia       | 17.32 | 16.84 | 17.11 | 17.32      | q     |
| 9       | Radoslava Mavrodieva | Bulgária      | 17.18 | 16.77 | 16.96 | 17.18      | q     |
| 10      | Lena Urbaniak        | Alemanha      | 16.88 | x     | 17.17 | 17.17      | q     |
| 11      | Chiara Rosa          | Itália        | 16.23 | 16.49 | 16.76 | 16.76      | q     |
| 12      | Melissa Boekelman    | Países Baixos | 16.39 | 16.37 | 16.66 | 16.66      | q     |
| 13      | Valentina Mužarić    | Croácia       | 16.27 | x     | x     | 16.27      |       |
| 14      | Úrsula Ruiz          | Espanha       | 15.79 | 15.70 | 15.75 | 15.79      |       |
| 15      | Kätlin Piirimäe      | Estónia       | 15.46 | x     | 15.66 | 15.66      |       |
| 16      | Frida Åkerström      | Suécia        | x     | 14.98 | x     | 14.98      |       |

### Final
| Posição           | Atleta               | Nacionalidade | #1    | #2    | #3    | #4    | #5    | #6    | Resultados | Notas                |
| ----------------- | -------------------- | ------------- | ----- | ----- | ----- | ----- | ----- | ----- | ---------- | -------------------- |
| Medalha de ouro   | Christina Schwanitz  | Alemanha      | 18.87 | 19.90 | 19.66 | 19.79 | 19.66 | x     | 19.90      |                      |
| Medalha de prata  | Yevgeniya Kolodko    | Rússia        | 18.39 | 18.46 | 19.09 | 18.92 | 18.95 | 19.39 | 19.39      | Recorde da temporada |
| Medalha de bronze | Anita Márton         | Hungria       | 17.47 | 18.53 | 18.11 | 19.04 | 18.00 | 18.46 | 19.04      | Recorde nacional     |
| 4                 | Yulia Leantsiuk      | Bielorrússia  | 17.60 | 17.86 | 18.68 | 18.64 | 18.13 | 18.34 | 18.68      |                      |
| 5                 | Chiara Rosa          | Itália        | 17.59 | 18.10 | 17.65 | 17.48 | x     | –     | 18.10      |                      |
| 6                 | Irina Tarasova       | Rússia        | x     | 17.50 | 18.05 | x     | x     | x     | 18.05      |                      |
| 7                 | Aliona Dubitskaya    | Bielorrússia  | x     | x     | 17.71 | x     | 17.95 | 17.93 | 17.95      |                      |
| 8                 | Lena Urbaniak        | Alemanha      | 17.56 | 17.77 | x     | 17.37 | x     | x     | 17.77      |                      |
| 9                 | Alena Kopets         | Bielorrússia  | 17.65 | x     | 17.65 |       |       |       | 17.65      |                      |
| 10                | Melissa Boekelman    | Países Baixos | x     | 17.09 | 17.23 |       |       |       | 17.23      |                      |
| 11                | Olha Holodnaya       | Ucrânia       | x     | 17.08 | x     |       |       |       | 17.08      |                      |
| 12                | Radoslava Mavrodieva | Bulgária      | 16.75 | 16.98 | x     |       |       |       | 16.98      |                      |

Legenda
| Recorde mundial       | Recorde mundial (World record)               |                       | Recorde africano                      | Recorde africano (African) |                                           | Q | Classificado por posição (Qualified) |
| Recorde do campeonato | Recorde do campeonato (Championship record)  | Recorde da América    | Recorde da América (Americas)         | q                          | Classificado por melhor tempo (Qualified) |   |                                      |
| Melhor marca do ano   | Melhor marca do ano (World leading)          | Recorde asiático      | Recorde asiático (Asian)              | DNS                        | Não largou (Did not start)                |   |                                      |
| Recorde nacional      | Recorde nacional (National record)           | Recorde europeu       | Recorde europeu (European)            | DNF                        | Não terminou (Did not finish)             |   |                                      |
| Recorde pessoal       | Recorde pessoal do atleta (Personal best)    | Recorde da Oceania    | Recorde da Oceania (Oceania)          | DSQ / DQ                   | Desclassificado (Disqualified)            |   |                                      |
| Recorde da temporada  | Recorde da temporada do atleta (Season best) | Recorde sul-americano | Recorde sul-americano (South America) | NM                         | Sem marca (No mark)                       |   |                                      |